# Robert Finke
Pour les articles homonymes, voir Finke.
Robert Finke ou Bobby Finke, né le 6 novembre 1999 à Tampa, est un nageur américain spécialiste du demi-fond en nage libre.
Le 4 août 2024, à La Défense Arena, il remporte la finale du 1500 mètres nage libre en battant le record du monde en 14 m 30 s 67.

## Carrière
Robert Finke remporte la médaille d'or de la première apparition du 800 mètres nage libre aux Jeux olympiques d'été de 2020 à Tokyo.
Aux Jeux olympiques d'été de 2024 à Paris, Robert Finke  remporte la médaille d'argent du relais 4x100m quatre nages (Caeleb Dressel, Ryan Murphy, et Hunter Armstrong).

## Palmarès

### Jeux olympiques d'été
| Épreuve / Édition  | Tokyo 2020        | Paris 2024           |
| 800 m nage libre   | Or 7 min 41 s 87  | Argent 7 min 38 s 75 |
| 1 500 m nage libre | Or 14 min 39 s 65 | Or 14 min 30 s 67    |

### Championnats du monde
| Épreuve / Édition  | Budapest 2022         | Fukuoka 2023          | Singapour 2025        |
| 800 m nage libre   | Or 7 min 39 s 36      | Bronze 7 min 38 s 67  |                       |
| 1 500 m nage libre | Argent 14 min 36 s 70 | Argent 14 min 31 s 59 | Bronze 14 min 36 s 60 |

## Distinctions

### Prix et récompenses
- Nageur américain de l'année en 2022 et 2024.